# Sede do BankBoston
Sede do BankBoston (o Edifício Itaú Bank, es también Itaú Fidelité Marginal Pinheiros) es el nombre de un rascacielos de la ciudad de São Paulo, Brasil, que tiene 145 metros de altura. Construido en la ciudad de São Paulo, Brasil, se completó en 2002 con 35 plantas. La estructura es un gran rascacielos de oficinas situado en Brooklin, cerca de la Marginal Pinheiros, en São Paulo, Brasil. Inaugurado en 2002, y tiene 145 metros de altura y 35 pisos, convirtiéndolo en uno de los más grande y moderno de gran altura en el país. En 2006 el edificio fue vendido al Banco Itaú, BankBoston y la empresa, quebró y dejó de existir. Hoy en día, algunas personas lo llaman un edificio Itaú Bank.